# Further Down the Spiral
Further Down the Spiral ist eine Remix-EP des Nine-Inch-Nails-Albums The Downward Spiral aus dem Jahre 1994.
Darauf waren Beiträge von Nine Inch Nails selbst, aber auch Remixe von Rick Rubin, J. G. Thirlwell (Foetus), Charlie Clouser, Aphex Twin und anderen. Das Album erschien in den USA und Europa in zwei unterschiedlichen Versionen, die sich teilweise überschneiden.
Bereits zur Vorgänger-EP Broken war mit Fixed eine Remixveröffentlichung erschienen und ganz analog gab es zu The Fragile (1999) mit Things Falling Apart eine Remix-EP.

## Titelliste

### USA (Halo 10)
1. Piggy (Nothing Can Stop Me Now): Remix von Rick Rubin – 4:02
2. The Art of Self Destruction, Part One: Remix von Nine Inch Nails, Sean Beavan, Brian Pollack – 5:41
3. Self Destruction, Part Two: Remix von J. G. Thirlwell – 5:37
4. The Downward Spiral (The Bottom): Remix von John Balance, Peter Christopherson, Drew McDowall, Danny Hyde – 7:32
5. Hurt (Quiet): Remix von Trent Reznor – 5:08
6. Eraser (denial; realization): Remix von John Balance, Peter Christopherson, Drew McDowall, Danny Hyde – 6:33
7. At the Heart of It All: created by Aphex Twin – 7:14
8. Eraser (polite): Remix von John Balance, Peter Christopherson, Drew McDowall, Danny Hyde – 1:15
9. Self Destruction, Final: Remix von J. G. Thirlwell – 9:52
10. The Beauty of Being Numb: (section a: Remix von Nine Inch Nails, Sean Beavan, Brian Pollack; section b: created by Aphex Twin) – 5:06
11. Erased, Over, Out: Remix von John Balance, Peter Christopherson, Drew McDowall, Danny Hyde – 6:00

### UK (Halo 10 v2)
1. Piggy (Nothing Can Stop Me Now): Remix von Rick Rubin – 4:02
2. The Art of Self Destruction, Part One: Remix von Nine Inch Nails, Sean Beavan, Brian Pollack – 5:41
3. Self Destruction, Part Three: Remix von J. G. Thirlwell – 3:28
4. Heresy (version): Remix von Charlie Clouser – 5:19
5. The Downward Spiral (The Bottom): Remix von John Balance, Peter Christopherson, Drew McDowall, Danny Hyde – 7:32
6. Hurt (live) – 5:07
7. At the Heart of It All: created by Aphex Twin – 7:14
8. Ruiner (version): Remix von Charlie Clouser – 5:35
9. Eraser (denial; realization): Remix von John Balance, Peter Christopherson, Drew McDowall, Danny Hyde – 6:33
10. Self Destruction, Final: Remix von J. G. Thirlwell – 9:52

## Rezensionen
Allmusic vergab drei von fünf Punkte für Further Down the Spiral. In der Rezension heißt es als Fazit:

„Further Down the Spiral dekonstruiert und rearrangiert die Lieder des Platin-Albums The Downward Spiral in einer Art und Weise, die häufig interessanter und herausfordernder ist, als die Original-Versionen.“